# 메탈 해머
메탈 해머(영어: Metal Hammer)는 영국의 퓨처가 출판하는 월간 헤비 메탈 및 록 음악 잡지로, 여러 국가에서 각각 다른 출판사로 간행되고 있다. 헤비 메탈의 범주 내에서 유명한 밴드 및 알려지지 않은 밴드 모두 다룬다.

## 메탈 해머 골든 갓스 어워드
골든 갓스 어워드는 2003년 TeamRock.com의 크리스 잉엄이 만들었다. 영국에서 매년 개최된다.

## 웹사이트
웹사이트는 MetalMammer.co.uk라는 주소를 사용하였지만, 현재는 loudersound.com/metal-hammer가 들어가는 주소를 사용하고 있다. 메탈 해머는 영국에서 웹사이트 및 아이폰의 어플리케이션이 존재하며, 두 개 다 모두 뉴스나 리뷰, 인터뷰 등의 오리지널 및 단독 기사를 볼 수 있다.